# Asemostera
Asemostera és un gènere d'aranyes araneomorfes de la subfamília Erigoninae, dins de la família Linyphiidae.
Fou descrit per primera vegada per Eugène Louis Simon l'any 1898. Originalment situat a la família Agelenidae, es va traslladar a la família Linyphiidae l'any 1965.
Es pot trobar a Centreamèrica i Sud-amèrica.

## Llista d'espècies
Segons The World Spider Catalog 12.0:
- Asemostera arcana (Millidge, 1991) – de Costa Rica fins a Veneçuela
- Asemostera daedalus Miller, 2007 – Costa Rica, Panamà, Colòmbia
- Asemostera dianae Rodrigues & Brescovit, 2012 – Perú
- Asemostera enkidu Miller, 2007 – Colòmbia, Veneçuela
- Asemostera involuta (Millidge, 1991) – l'Equador
- Asemostera janetae Miller, 2007 – Perú, Bolívia, Argentina
- Asemostera latithorax (Keyserling, 1886) (Esp. tipus) – Brasil
- Asemostera pallida (Millidge, 1991) – Perú
- Asemostera tacuapi Rodrigues, 2007 – Brasil